# 阮放
阮放（280年—323年），字思度，晋朝陈留郡尉氏县（今河南省尉氏县）人。阮修族弟，淮南内史阮顗的儿子。
晋元帝时，出仕为太学博士、太子中舍人。侍从太子司马绍，常说《老子》、《庄子》。晋明帝时擢升为黄门侍郎、吏部郎，管理铨选，有政绩。性情清约，不治产业，纵酒酣饮，不免饥寒。丞相王导、庾亮以他为名士，常供给他衣食。与羊曼、庾亮等为中兴之士，号称兖州八伯。太宁元年（323年）晋成帝即位，求为扬威将军、交州刺史，成行。抵达宁浦（今广西横县南），遇到陶侃部将高宝平定前交趾郡太守梁硕回师，于是设宴请高宝，伏兵将其杀死。被高宝部下所攻，败走简阳城（今广西横县西南），得以逃脱。至交州暴病而卒，年四十四岁。